# Apionichthys menezesi
Apionichthys menezesi är en fiskart som beskrevs av Ramos 2003. Apionichthys menezesi ingår i släktet Apionichthys och familjen Achiridae. Inga underarter finns listade i Catalogue of Life.